# Weiße Banditen
Weiße Banditen (Originaltitel: Stampede, Alternativtitel: Panik in Arizona) ist ein US-amerikanischer Western aus dem Jahr 1949 von Lesley Selander mit Rod Cameron und Gale Storm in den Hauptrollen. Der Film wurde von Monogram Pictures produziert und basiert auf dem 1934 veröffentlichten Roman Stampede von Edward Beverly Mann.

## Handlung
Arizona im Jahr 1887. Immer mehr Siedler ziehen nach Arizona und machen das Land den ansässigen Viehzüchtern streitig. Ein Siedlertreck nähert sich der Stadt Blackwell. Leroy Stanton, von der Regierung zur Erschließung des Landes beauftragt, sucht den Bankier T. J. Furman auf. Furman soll den Viehzüchter Mike McCall, der die einzige Wasserstelle der Gegend besitzt, überzeugen, den Siedlern Zugang zum Wasser zu gewähren. Die Siedler erkennen, dass ihr Land knochentrocken ist. John Dawson, Sprecher der Siedler, konfrontiert Stantons Untergebenen Stanley Cox, der ihnen das Land verkauft hat, mit dem Problem. Cox verspricht den Siedlern, dass sie bald Wasser haben werden.
McCall verachtet die Siedler und reitet ungestüm durch ihr Lager. Dabei geht einiges zu Bruch, was Connie Dawson dazu veranlasst, sich in der Stadt zu beschweren. Sie sucht den Anwalt Steve Varick auf, sieht dort McCall, ohrfeigt ihn und stürmt wieder raus. Varick erklärt seinem Freund McCall, dass das Recht auf Seiten der Siedler sei. McCall hat seine Ranch mit 30.000 Dollar belastet. Furman bietet ihm die Stundung der Schulden an, wenn er den Siedlern den Zugang zum Wasser gewährt. McCall willigt schließlich ein. In diesem Moment wird die Bank überfallen. McCall schießt auf die Räuber, trifft jedoch versehentlich den unbeteiligten Link Spain, der an seiner Verletzung stirbt.
Stanton beschuldigt McCall des kaltblütigen Mordes. Dennoch erlaubt Sheriff Ball, dass McCall zu seiner Ranch zurückkehren darf. Unterwegs trifft er seinen jüngeren Bruder Tim, der ihn zur Ranch begleitet. Beide werden jedoch von Connie beschossen. McCall kann die aufgebrachte Frau entwaffnen. Zur gleichen Zeit erreichen Stanton und Cox die Wasserstelle. Der kleine See wird von einem Damm gestaut. Der Damm soll gesprengt werden, damit das Wasser auf das Siedlungsland strömen kann.
Deputy Sanderson ist den flüchtigen Bankräubern auf der Spur, als er aus dem Hinterhalt erschossen wird. McCall reitet in die Stadt und informiert Varick über seltsame Markierungen, die er rund um den See gefunden hat. Am Abend spielen die Siedler zum Tanz auf. Furman informiert McCall, dass er durch die Verluste durch den Bankraub doch gezwungen ist, McCalls Schulden aufrechtzuerhalten. McCall wird von zwei Männern angegriffen. Einen kann er erschießen, den anderen mit dem Lasso fesseln. Zur gleichen Zeit fordert Tim Connie zum Tanz auf. Connie befürchtet Ärger und begleitet Tim zu den Pferden. Als Tim weg ist, kommt Gerede von einer Schießerei auf. Man findet die Leiche und verlangt eine Untersuchung. Auf dem Heimweg kommt Tim an der Wasserstelle vorbei. Er bemerkt dort Stanton und seine Leute, die die Sprengung des Damms vorbereiten. Es kommt zu einer Schießerei, bei der Tim getötet wird. Am nächsten Tag wird Tims Leiche in die Stadt gebracht. Der zornige McCall erklärt den Siedlern den Krieg. Connie fühlt sich mittlerweile zu McCall hingezogen. Sie reitet zu seiner Ranch, um ihr Beileid zu bekunden. McCall erzählt ihr von seiner Rinderzucht.
Als ein Sturm aufzieht, ordnet Stanton die Sprengung des Damms an. Gleichzeitig soll eine Stampede von McCalls Rindern ausgelöst werden. Furman bekommt von Stantons Plänen Wind und geht in den Saloon, um sich zu betrinken. Er trifft auf Varick und macht vage Andeutungen über den Verlust eines Freundes, Rinderherden und Wasser. Als Furman aus dem Saloon tritt, wird er von einem von Stantons Männern erschossen. Varick sucht zur gleichen Zeit den Sheriff auf und wiederholt Furmans Aussage. Ball eilt los, um McCall zu warnen. Stantons Männer treiben die Rinder zu einer Klippe, damit sie dort in den Tod stürzen. Ball erreicht McCall und wird in dem entstehenden Kampf angeschossen. Er informiert McCall von der geplanten Sprengung. McCall eilt zum Damm, während seine Männer den verletzten Sheriff ins Siedlerlager bringen. Connie reitet los, um McCall zu helfen.
Am See kommt es zu einem Streit zwischen Stanton und Cox, dem die Gewalt zuwider ist. Stanton schießt seinen Untergebenen nieder. McCall erscheint und stürzt sich auf Stanton. Der Kampf bringt die beiden in den See. Stanton ertrinkt, McCall rettet sich ans Ufer, als Connie auftaucht. Verbittert über den Verlust seiner Herde löst McCall selber die Sprengung des Damms aus. Connie versichert ihm, dass er alles wieder aufbauen könne. Er nimmt sie hoch und küsst sie.

## Produktion

### Hintergrund
Gedreht wurde der Film auf der Movie Ranch des Studios bei Newhall.

### Stab
Verantwortlicher Toningenieur war Buddy Myers.

### Besetzung
In kleinen nicht im Abspann erwähnten Nebenrollen traten Franklyn Farnum und Bud Osborne auf. Auch Drehbuchautor und Co-Produzent Blake Edwards hatte einen Cameo-Auftritt. Ebenfalls unerwähnt blieb Charles King als Deputy Sanderson.

## Veröffentlichung
Die Premiere des Films fand am 1. Mai 1949 statt. In der Bundesrepublik Deutschland kam er am 12. Januar 1951 in die Kinos, in Österreich bereits am 11. April 1950.

## Kritiken
Das Lexikon des internationalen Films schrieb: „Kleiner Western mit Auseinandersetzungen unter Viehzüchtern, betrogenen Farmern und Schurken in Arizona.“
Die Variety bemängelte zu wenig Action um komplett befriedigend zu sein. Der Film brauche zu lange um zu beginnen.
Der Kritiker des TV Guide dagegen sah einen Film mit viel Action und guten Charakterisierungen, was über das mangelhafte Tempo hinweghelfe.